# Любно-об-Савиньї
Любно-об-Савиньї (словен. Ljubno ob Savinji) — поселення в общині Любно, Савинський регіон, Словенія. Висота над рівнем моря: 433,5 м. 